# Golaghat
Golaghat è una suddivisione dell'India, classificata come municipal board, di 33.021 abitanti, capoluogo del distretto di Golaghat, nello stato federato dell'Assam. In base al numero di abitanti la città rientra nella classe III (da 20.000 a 49.999 persone).

## Geografia fisica
La città è situata a 26° 31' 0 N e 93° 58' 0 E e ha un'altitudine di 94 m s.l.m.

## Società

### Evoluzione demografica
Al censimento del 2001 la popolazione di Golaghat assommava a 33.021 persone, delle quali 17.382 maschi e 15.639 femmine. I bambini di età inferiore o uguale ai sei anni assommavano a 3.504, dei quali 1.774 maschi e 1.730 femmine. Infine, coloro che erano in grado di saper almeno leggere e scrivere erano 26.984, dei quali 14.676 maschi e 12.308 femmine.